# South Persia Rifles
Le South Persia Rifles connu aussi sous l'abréviation SPR (pouvant être traduit en français par tirailleurs du sud de la Perse) est une unité d'infanterie créée en 1916 par les Britanniques dans le cadre de la Première Guerre mondiale. L'objet de cette unité était de recruter des soldats perses pour se battre contre les Allemands et protéger les zones pétrolifères britanniques dans le sud de la Perse. Créée par Sir Percy Sykes, le Royaume-Uni a tenté de faire reconnaître l'unité par le gouvernement persan, sans succès.

## Contexte
Dans la première décennie du XXe siècle, la création de l'Anglo-Persian Oil Company et le développement des activités pétrolières augmentent l'importance des régions méridionales de la Perse
Lors de la Première Guerre mondiale, les Ottomans et les Allemands harcelaient les positions britanniques en Perse dont le territoire faisait partie du Grand Jeu entre l'Empire russe et l'Empire britannique. La position persane elle-même était instable et penchait davantage vers le camp allemand lorsque la gendarmerie persane sous le commandement d'officiers perses et suédois se rapprocha des nationalistes et des pro-allemands,. 
Les Britanniques arrivaient à protéger efficacement les régions d'Ahvaz et d'Abadan où se concentraient leurs intérêts financiers (exploitations pétrolières). À l'ouest, les deux puissances impérialistes collaboraient le long de l'East Persia Cordon afin d'empêcher l'intrusion d'agents allemands en Afghanistan.
Les Russes comptaient sur la brigade cosaque persane, placée en principe sous le commandement du gouvernement local, pour garder la neutralité de la Perse. Charles Murray Marling eut l'idée de créer une force semblable sous le contrôle britannique. Rejoint par le gouverneur général des Indes, ils demandèrent à Sir Percy Sykes de créer une telle force.
Un accord entre Russes, Britanniques et Perses fut conclu avant l'arrivée de Sykes et mettait en avant la constitution de deux forces — une formée par Londres et l'autre par Moscou — de 11 000 soldats qui seraient sous le commandement du gouvernement perse.

## Création
Le 16 mars 1916, le brigadier-général Sykes débarque à Bandar Abbas avec six officiers (trois anglais et trois indiens) ainsi qu'une vingtaine de soldats et vingt soldats montés indiens,. Le premier jour, Sykes recruta quarante-quatre soldats, enclenchant l'enthousiasme du général. Toutefois ces derniers rendirent l'argent avancé par les Britanniques et démissionnèrent quand ils apprirent qu'ils allaient se battre contre les Allemands et que certaines rumeurs prétendaient qu'ils allaient être envoyés en Mésopotamie.

### Engagement
Le motif principal des engagements dans l'unité est l'accès à un salaire régulier et élevé. Les soldats n'ont pas accès à des cautions, les familles des soldats ont droit à des compensations en cas de blessures ou de la mort du soldat (le montant de cette indemnité est estimé selon le rang du soldat). La recrue entrait dans l'unité sur la base du volontariat pour une durée de trois ans renouvelable. Installés à Naiband, à six kilomètres de Bandar Abbas, Sykes renforça les SPR de 300 unités[Quoi ?] et créa ainsi le premier régiment nommé Ahmad Shahi,. La première brigade se constitua à l'automne 1916 à Kirmân avec la supervision des autorités locales. En décembre 1916, le corps des South Persia Rifles était composé de :
- 450 cavaliers, 2 000 unités d'infanterie[Quoi ?] et 2 artilleurs dans la région de Fars.
- 550 cavaliers, 550 unités d'infanterie[Quoi ?] et 4 artilleurs dans la région de Kerman.
- 50 cavaliers et 100 unités d'infanterie[Quoi ?] dans la région de Bandar Abbas.

### Premiers combats
Alors en phase de recrutement, les premiers combats de l'unité de Sykes essuient un revers important : en tentant de déplacer des prisonniers ils sont attaqués par des rebelles. Conscients de la résistance de forces locales et de sentiments pro-allemands, certains officiers britanniques comme Wagstaff et Farran prenaient acte de ces problématiques qui seraient selon eux difficilement surmontables,. Pour rallier les populations à leur cause, les Britanniques payèrent les tribus et commençaient à recruter en leurs seins comme le faisaient les Allemands. Les soldats de la SPR étaient régulièrement perçus comme désorganisés par rapport aux soldats provenant du Raj britannique.

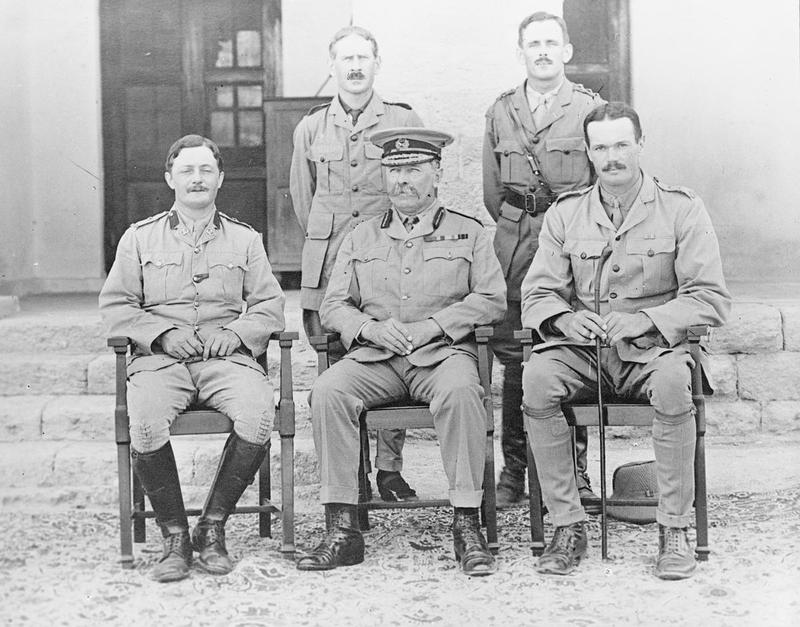
(Debout) Major E. Howell, capitaine Durham. (assis) Major G. Blair, Brig. général Sir Percy Sykes et capitaine R.C. Ruck. Photo prise à Bandar Abbas en avril 1916 pour la création des Persia South Rifles.

L'organisation des SPR était aussi complexe étant donné la zone à couvrir et les moyens de communications prévus à cet effet. Le refus des soldats à s'éloigner de leurs villes provoqua la mise en place de recrutements locaux et tribaux pour assurer les routes mais aussi être sûr qu'une frange de la population ne soit pas tentée de rejoindre le camp berlinois. Ainsi, certains recrutements se passèrent sans le consentement des autorités, comme par exemple à Chiraz où Sykes prononça un discours pour coopter les forces de gendarmeries en parlant au nom du gouvernement — malgré le refus des Perses.